# 北川瞳
北川 瞳（きたがわ ひとみ、1991年12月2日 - ）は、日本の元AV女優で、ダンスボーカル・アイドルユニット「PINKEY」のメンバーである。
バンビプロモーション所属。。

## 人物
趣味・特技はショッピング・お菓子作り。可愛らしい顔立ちとギャップのある存在感ある乳房が魅力で人気となっている。
友人と自宅でたこ焼きパーティーを行った際に隠れた才能を発揮し、プロ並みのたこ焼きを作れる。
また料理の腕前もかなりのもの。
スイカとイチゴ、野菜類が好物。
スイカジュースとタピオカにハマっていた。
好き嫌いが多く、特に椎茸、おでんが食べられない(大根と巾着は好き)
また、パフェやクレープ、甘いものはあまり好まない。本人いわく「女の子が好みそうなものはほとんど食べられない」と、かなりの偏食と思われる。

## 略歴
- 2010年10月、プレステージからAVデビュー。
- 2011年12月、SOD大賞2011優秀女優賞受賞[4]。
- 2015年、渋谷道玄坂にマッサージ店『ぷりぷに』を開店
- 2016年、ぷりぷに閉店
- 2016年、六本木カジノバーでスタッフとして帯同
- 2023年、六本木カジノバーから除名

## 作品

### アダルトビデオ
※撮りおろし作品(大人数出演のオムニバス作品を除く)のみ
| 2010年                                                | 2010年   | 2010年                     | 2010年                         | 2010年         |
| タイトル                                              | 発売日   | メーカー                   | 他出演                         | 備考           |
| ----------------------------------------------------- | -------- | -------------------------- | ------------------------------ | -------------- |
| ダマし撮りじぇねれしょん 05                           | 10月7日  | プレステージ               |                                |                |
| ワリキリ、ハミ乳娘貸し切り。8                         | 10月21日 | プレステージ               |                                |                |
| S-kawaii* 01                                          |          | kawaii*                    |                                |                |
| 嬲棄山 捕われた少女 4                                 | 12月2日  | MAD                        |                                |                |
| スク水H 19                                            | 12月3日  | クリスタル映像             |                                |                |
| 隣の若妻「ダメ!こんな所で…夫が帰ってきちゃう!」       | 12月7日  | ヒビノ                     |                                |                |
| FOXXY LOUNGE 2                                        | 12月7日  | デジタルアーク             | 姫村ナミ                       |                |
| 陵辱!素人花嫁が結婚式前日に最初で最後のAV出演! VOL.03 | 12月7日  | サディスティックヴィレッジ |                                |                |
| 闇営業中のフル勃起エステ 15                           | 12月10日 | ホットエンターテイメント   | 美月                           |                |
| リアルドキュメント 新人ボイン面接                     | 12月16日 | グローリークエスト         | 姫村ナミ、来栖あさみ、高島寧音 | オムニバス作品 |
| 超A級美女レスラー対決 Vol.01                          | 12月24日 | SUPER SONIC SATELLITES     |                                |                |
| 帰宅部巨乳少女 帰宅部                                 | 12月25日 | ラマ                       |                                |                |
| 新人AV女優本物中出し                                  | 12月25日 | 本中                       |                                |                |
| 超A級美女レスラーvs男レスラーVol.01                   | 12月31日 | SUPER SONIC SATELLITES     |                                |                |

| 2011年 | 2011年   | 2011年                               | 2011年 | 2011年         |
| タイトル | 発売日   | メーカー                             | 他出演 | 備考           |
| --- | -------- | ------------------------------------ | --- | -------------- |
| 満員バスで密着状態のうたた寝ギャルが肩にもたれ掛かってきたのでそっと彼女の手に勃起チ○ポを握らせてみた!!VOL.02 | 1月8日   | GARCON                               | 桜りお、水澤りの | オムニバス作品 |
| 陵辱!S県K市の私立G○校の教育実習生（短大2年:19歳）は、生徒たちのチンカス掃除機になり下がっていた!              | 1月8日   | サディスティックヴィレッジ           | |                |
| INSTANT LOVE 27                                                                                               | 1月14日  | クリスタル映像                       | |                |
| 同級生 | 1月20日  | ピーターズ                           | 青空小夏 |                |
| RADIX48 おしっこ祭り                                                                                          | 1月20日  | レイデックス                         | 青木りん、南つかさ、姫乃未来、星崎アンリ、松すみれ、真鍋紗愛、直嶋あい、瀬奈ジュン、若葉くるみ、月島うさぎ、楓乃々花、黒田麻世 他                                                            | オムニバス作品 |
| 強制和姦!「本籍地住所に君の出演作品を送りつけようか?」と脅せば有名AV女優も自分から股を開く                    | 1月20日  | サディスティックヴィレッジ           | 音羽レオン、美月、野中あんり、かなた美緒 | オムニバス作品 |
| マゾ乳 生中出し                                                                                               | 1月23日  | ゲインコーポレーション               | |                |
| JK援交 VOL.25 ガチ中出し                                                                                      | 1月25日  | サムシング                           | |                |
| 女子校生本物中出し                                                                                            | 1月25日  | 本中                                 | |                |
| それいけ!エロガキナンパ団                                                                                     | 2月3日   | グローリークエスト                   | 伊織、鈴木ワカ、あきな | オムニバス作品 |
| わたしのセックスを見てください VOL.09                                                                         | 2月4日   | コージィ                             | |                |
| 軽ごっくん部!                                                                                                 | 2月19日  | エムズビデオグループ                 | |                |
| ドMサラリーマンの弄られ日記 2                                                                                 | 2月21日  | メディア総販ソレイル                 | 里谷あい |                |
| KO | 2月25日  | kawaii*                              | |                |
| デカパイ未○年に子種注入 ふみか                                                                                | 3月1日   | 胸キュン喫茶                         | |                |
| 混浴温泉に一人でやって来たわけあり女性客                                                                      | 3月5日   | ヒビノ                               | |                |
| 恋人映像 | 3月11日  | KUKI                                 | |                |
| 女のカラダはH生まれの早熟おっぱいで選ぶ                                                                       | 3月13日  | E-BODY                               | |                |
| ヌレ濡れスケ透けボイン                                                                                        | 3月17日  | グローリークエスト                   | 白鳥美玲、鈴香音色、夏川未来、長澤あずさ、仁科百華 | オムニバス作品 |
| 発育検査室 | 3月17日  | グローリークエスト                   | |                |
| ノンストップ生中出しセックス!!                                                                                | 3月19日  | エムズビデオグループ                 | |                |
| ロケット美巨乳女子校生                                                                                        | 3月19日  | OPPAI                                | |                |
| 僕に本物の中出しさせて下さい                                                                                  | 3月25日  | 本中                                 | |                |
| お兄ちゃんあそぼ◆妹のおっぱい                                                                                 | 3月25日  | THE WORLD                            | |                |
| 素人SEX 女子校生 美巨乳ひとみ                                                                                 | 3月25日  | SWEET GIRL                           | |                |
| 絶叫アクメ真正中出し輪姦パーティー                                                                            | 3月26日  | モブスターズ                         | |                |
| ボイン大好きしょう太くんのHなイタズラ                                                                         | 4月7日   | グローリークエスト                   | |                |
| 北川瞳 お貸しします                                                                                           | 4月8日   | クリスタル映像                       | |                |
| 援交 転校生 ひとみ                                                                                            | 4月8日   | アップス                             | |                |
| 素人巨乳騙し撮り                                                                                              | 4月13日  | 隼エージェンシー                     | |                |
| 俺の妹がこんなに淫乱なわけがない                                                                              | 4月15日  | ワンズファクトリー                   | |                |
| スペレズ×W生中出し                                                                                            | 4月19日  | エムズビデオグループ                 | 浜崎りお |                |
| ヌル撮 アイドルオイルマッサージ                                                                               | 4月21日  | グローリークエスト                   | 鈴木さとみ |                |
| 近親相姦 義父にイタズラされて拒めない巨乳娘                                                                   | 4月21日  | ヒビノ                               | |                |
| 電流アクメ 8                                                                                                  | 4月21日  | ROCKET                               | |                |
| 同級生にオモチャにされる夢の学校生活 2                                                                        | 4月22日  | ケイ・エム・プロデュース             | 成瀬心美、あずみ恋 |                |
| おしおきメイド本物中出し                                                                                      | 4月25日  | 本中                                 | |                |
| 最近見かける派手な新入社員は、Hな巨乳ギャルらしい                                                             | 4月25日  | WEEKENDER                            | |                |
| 美女騙録 04                                                                                                   | 5月2日   | プレステージ                         | |                |
| イキ地獄 北川瞳                                                                                               | 5月5日   | NON                                  | |                |
| 彼女がスクール水着にきがえたら Part.2                                                                         | 5月13日  | アップス                             | 愛原さえ、青葉雫、直美めい、桜庭ハル | オムニバス作品 |
| 濡れ透けワイセツ乳首                                                                                          | 5月15日  | ワンズファクトリー                   | |                |
| いもうとLOVE 23                                                                                               | 5月15日  | ケー・トライブ                       | |                |
| 弱みを握られた教え子 担任教師に体中いじられても拒めない                                                       | 5月19日  | ヒビノ                               | |                |
| kira☆kira BLACK GAL SPECIAL 黒GAL学園☆MARVELOUS集団乱交                                                       | 5月19日  | kira☆kira                            | 成瀬心美、哀川りん、桐生さくら、瀬名あゆむ |                |
| OPPAIナーススペシャル ロリ中出し3時間40分                                                                     | 5月19日  | OPPAI                                | 成瀬心美、仁科百華、青空小夏 |                |
| 本日 宿泊可!! GIRL.14，15                                                                                     | 5月20日  | プレステージ                         | 青空小夏 |                |
| 名作ロリ劇場 性者たちの行進                                                                                   | 5月25日  | JUMP                                 | |                |
| girlfriend 北川瞳                                                                                             | 5月25日  | kawaii*                              | |                |
| 北川瞳のソープしちゃうぞ                                                                                      | 5月27日  | クリスタル映像                       | |                |
| 橋田貴光のAV女優ガチ撮り 6 メガパイ野外露出ベロ舐めM女調教記録                                                | 5月30日  | メディア総販ソレイル                 | |                |
| ザーメン搾り出し パイズリ挟射                                                                                 | 6月1日   | ワンズファクトリー                   | 仁科百華、大空かのん、小柳まりん、武藤クレア、百花エミリ、哀川りん、ましろ杏、愛原さえ、有沢りさ                                                                                             | オムニバス作品 |
| 狙われた妻 北川瞳                                                                                             | 6月2日   | タカラ映像                           | |                |
| 全裸家政婦 おっぱい&おマ○コ丸出しで…炊事・洗濯・性欲処理                                                      | 6月4日   | SODクリエイト                        | |                |
| 時間よ止まれ! SP 北川瞳よ止まれ!                                                                              | 6月4日   | V&Rプロダクツ                        | |                |
| 100％孕ませたい…、人気女優、瞳                                                                                | 6月5日   | NON                                  | |                |
| 僕だけの美人家庭教師 Hな先生5人のカラダを使った学力向上計画 4時間                                             | 6月10日  | ケイ・エム・プロデュース             | 紗奈、鈴木ミント、花沢希さおt、早乙女りん | オムニバス作品 |
| 女子校生 中出し奴隷契約                                                                                       | 6月15日  | ワープエンタテインメント             | |                |
| 問答無用の壮絶中出し!!                                                                                        | 6月16日  | マキシング                           | |                |
| 見つめられながらゆっ～くりしゃぶられたい                                                                      | 6月17日  | SEX Agent                            | 橘なお、小林みちる、篠原友里恵、水嶋あずみ | オムニバス作品 |
| LOVE GAL FELLA 渋谷系ギャルフェラチオ                                                                         | 6月17日  | SEX Agent                            | AIKA、霜月るな、橘なお、梨杏 | オムニバス作品 |
| 淫乱若奥さま18歳 発情するGカップボディ                                                                        | 6月19日  | ドグマ                               | |                |
| 世界で一番大きなチンポを持つ男のSEX                                                                           | 6月19日  | ROOKIE                               | |                |
| NON STOP ORGASM ポルチオエンドルフィン 北川瞳 連続絶頂                                                        | 6月24日  | クリスタル映像                       | |                |
| ナチュギャルでロケット型なんてそれだけで役満                                                                  | 6月24日  | BALTAN                               | |                |
| ザーメン500連発の洗礼                                                                                         | 6月25日  | ダスッ!                              | |                |
| 爆乳姉妹と夢の同棲性活                                                                                        | 6月25日  | kawaii*                              | |                |
| ワシとボインの甘～い性活                                                                                      | 6月25日  | Fantasista                           | |                |
| カラダをウリにする絶対的美少女 北原瞳の場合 VOLUME 04                                                         | 7月1日   | プレステージ                         | |                |
| Boin「北川瞳」Box                                                                                             | 7月1日   | ABC/妄想族                           | |                |
| TOKYO露出 | 7月7日   | SODクリエイト                        | |                |
| 時間よ止まれ! レズSP                                                                                          | 7月7日   | V&Rプロダクツ                        | 水嶋あずみ、舞野まや、琥珀うた、しずく |                |
| MORE DEEP | 7月7日   | デジタルアーク                       | |                |
| 北川瞳があなたのお宅で家庭教師します                                                                          | 7月7日   | BeFree                               | |                |
| 乳嫁 | 7月7日   | マドンナ                             | |                |
| ノーパンHighSchool                                                                                            | 7月13日  | マルクス兄弟                         | |                |
| 爆乳パイズリcafe                                                                                              | 7月13日  | MOODYZ                               | 仁科百華、浜崎りお、小倉もも、広瀬ゆな |                |
| 爆乳ひとみちゃん                                                                                              | 7月15日  | ケー・トライブ                       | |                |
| kira☆kira BLACK GAL RESORT Gcupマシュマロ爆乳☆FUCK ON THE BEACH                                               | 7月19日  | kira☆kira                            | |                |
| 豊乳妻発情期 03                                                                                               | 7月21日  | プレステージ                         | |                |
| 陵辱!北川瞳のファン感謝祭で男たちが暴走、そして中出し10連発!!                                                 | 7月21日  | サディスティックヴィレッジ           | |                |
| 絶対服従 完全催眠 01                                                                                          | 7月21日  | MAD                                  | |                |
| 北川瞳の家庭教師でしようよ                                                                                    | 7月22日  | クリスタル映像                       | |                |
| お前なんか、いれてコスって出すだけの女。                                                                      | 7月22日  | ケイ・エム・プロデュース             | |                |
| 桃乳おっぱい娘中出しエッチ                                                                                    | 7月22日  | GLAY'z                               | |                |
| GLITZ | 8月1日   | フェチマニアック映像制作所/妄想族    | |                |
| クリムゾンガールズ 囚われた女探偵たち                                                                         | 8月1日   | MOODYZ                               | 菅野さゆき、浜崎りお、哀川りん |                |
| 美容院で働くメガネ店員 ひとみ 04                                                                              | 8月2日   | プレステージ                         | |                |
| ドリシャッ!!                                                                                                  | 8月5日   | ワープエンタテインメント             | |                |
| イカセッぱっ! 犠牲者                                                                                          | 8月5日   | GLAY`z                               | |                |
| イケナイ情事 盗撮・新人ナース、卑猥な夜勤。                                                                   | 8月5日   | h.m.p                                | |                |
| 人間ダッチワイフ 人気巨乳AV女優北川瞳タイプ                                                                   | 8月6日   | SODクリエイト                        | |                |
| あなたが妄想している巨乳のヤラしいお姉さんってもしかしてあたしのこと?                                         | 8月6日   | GARCON                               | |                |
| バレないように息子の彼女に手を出した俺                                                                        | 8月6日   | アキノリ                             | 紗奈、桜花えり、前田陽菜 | オムニバス作品 |
| JKチアガール 6                                                                                                | 8月12日  | クリスタル映像                       | |                |
| 中出し家畜種付け小屋                                                                                          | 8月13日  | MOODYZ                               | 宮下ちはる |                |
| 完全ホールド!究極のパイズリ 爆乳9人出演!!                                                                     | 8月13日  | マルクス兄弟                         | 木下若菜、木咲美琴、来栖ひなた、小倉まりも、百花エミリ、仁科百華、橘なお、風間ゆみ |                |
| イキすぎ都市伝説 本当にあったコンビニエロ体験                                                                 | 8月15日  | ワンズファクトリー                   | |                |
| ドup指入れオナニー                                                                                            | 8月15日  | ワンズファクトリー                   | 舞野まや、西野まお、倉木みお、風間ゆみ 他 | オムニバス作品 |
| キマリすぎた身体                                                                                              | 8月19日  | 乱丸                                 | |                |
| 中出しゴックン便器先生                                                                                        | 8月19日  | エムズビデオグループ                 | |                |
| 真性中出しファン感謝祭                                                                                        | 8月19日  | みるきぃぷりん♪                      | |                |
| 乳首なめ 3 | 8月19日  | 映天                                 | 米山愛、矢口亜里沙、いちご、坂井麻衣 | オムニバス作品 |
| ハイブリッドギャルナマテコキ                                                                                  | 8月19日  | SEX Agent                            | ERIKA、橘なお、桐生さくら、須真杏里 | オムニバス作品 |
| 彼氏の前で犯されて… 03                                                                                        | 8月23日  | プレステージ                         | |                |
| あいつのヤリ部屋公開します! 7                                                                                 | 8月23日  | プレステージ                         | 悠月舞、浅之美波 | オムニバス作品 |
| 宿で噂の巨乳ピンクコンパニオン                                                                                | 8月25日  | 美                                   | |                |
| Gカップ95cmのロケットおっぱいを揉んで揉んで揉みまくれッ!!                                                     | 8月26日  | ケイ・エム・プロデュース             | |                |
| レイヤーマニア個人撮影 ♯2                                                                                     | 8月26日  | 青空ソフト                           | |                |
| gee 美爆乳★絶頂ディルド 極太ディルドを呑み込む美爆乳達                                                        | 9月1日   | フェチマニアック映像制作所/妄想族    | 長谷川聖那、橘なお、小出遥 | オムニバス作品 |
| 北川瞳 SOD AVファンクラブ                                                                                     | 9月8日   | SODクリエイト                        | |                |
| 陵辱!宅配拘束肉便器 北川瞳                                                                                    | 9月8日   | サディスティックヴィレッジ           | |                |
| 玄関開けたら即ボッキ! 近所に住むドスケベ巨乳な若妻達が掃除からSEXまで世話してくれる学生寮!!!                  | 9月8日   | ヒビノ                               | 中居ちはる、石川里菜 | オムニバス作品 |
| 出張ソープ | 9月8日   | アキノリ                             | 哀川りん、前田陽菜、ゆうきさやか | オムニバス作品 |
| JKブルマ 8 | 9月9日   | クリスタル映像                       | |                |
| 最強 この女のカラダ最強です。 瞳                                                                              | 9月9日   | アップス                             | |                |
| 危険日狙って!?孕ませ学園                                                                                      | 9月13日  | MOODYZ                               | 浜崎りお、つぼみ |                |
| 小○生の妹に犯される!妹が痴女に目覚めた。                                                                      | 9月19日  | ドグマ                               | 倖田李梨 |                |
| 絶対に手を出してはいけない相手を夜這いしちゃった俺 4                                                          | 9月22日  | アキノリ                             | 哀川りん、森ななこ、西尾かおり | オムニバス作品 |
| 素人公募中出し!北川瞳ちゃんに真正中出ししてみませんか ヤラセなし!本物素人ファン全員中出し輪姦スペシャル       | 9月30日  | モブスターズ                         | |                |
| 着衣で濡れ透ける巨乳ノーブラ妻 北川瞳                                                                         | 10月1日  | Fitch                                | |                |
| MOODYZファン感謝祭 バコバコバスツアー2011 AVアイドルNo.1決定戦SP!!                                            | 10月1日  | MOODYZ                               | 仁科百華、琥珀うた、朝倉ことみ、小嶋ジュンナ、長谷川しずく、朝田ばなな、倉木みお、大堀香奈、桜花えり、雫パイン、吉田花、つくし、みづなれい、つぼみ、あざみねね                               |                |
| 俺の妹がソープで働いている訳がない!                                                                           | 10月6日  | SODクリエイト                        | |                |
| 巨乳神コス | 10月7日  | みるきぃぷりん♪                      | |                |
| 上玉遊女の中出しソープ                                                                                        | 10月10日 | グローバルメディアエンタテインメント | |                |
| アイドル北川瞳の童貞筆おろし                                                                                  | 10月13日 | マルクス兄弟                         | |                |
| 爆乳ノーブラ女子寮                                                                                            | 10月13日 | MOODYZ                               | 鈴木あいか、成瀬心美、橘なお |                |
| 義母相姦 童貞息子狩り                                                                                         | 10月19日 | VENUS                                | |                |
| 露恥裏巨乳娘                                                                                                  | 10月19日 | エンペラー/妄想族                    | |                |
| gee 乳イカせ! フェラのちパイズリ、最後は挟射                                                                  | 10月19日 | フェチマニアック映像制作所/妄想族    | 小出遥、長谷川聖那、橘なお | オムニバス作品 |
| 痴女中出しティーチャーズ                                                                                      | 10月19日 | エムズビデオグループ                 | 浜崎りお、浅乃ハルミ |                |
| 卒業 II 其の十一                                                                                              | 10月20日 | プレステージ                         | |                |
| 北川瞳のメイドしちゃうぞ                                                                                      | 10月21日 | クリスタル映像                       | |                |
| 可愛いコスプレ娘一日貸します。 北川瞳                                                                         | 10月21日 | TMA                                  | |                |
| いけない全裸生活 ～男根一本に群がる淫女たち～                                                                 | 10月25日 | 美                                   | 成瀬心美、小峰ひなた |                |
| 鬼太巨根 北欧からきた50cm砲                                                                                   | 10月28日 | レアル・ワークス                     | |                |
| もうすぐ卒業だから… 学籍番号005                                                                               | 10月28日 | ONE DA FULL                          | |                |
| MOODYZファン感謝祭 うらバコバコバスツアー2011 補欠者救済プロジェクト!!                                        | 11月1日  | MOODYZ                               | 仁科百華、琥珀うた、朝倉ことみ、小嶋ジュンナ、長谷川しずく、朝田ばなな、倉木みお、大堀香奈、桜花えり、雫パイン、吉田花、つくし、みづなれい、つぼみ、あざみねね、晶エリー、葵まりあ、桐谷あや |                |
| 癒らし。 VOL.85                                                                                               | 11月3日  | アウダースジャパン                   | |                |
| ロリボイン中出し調教 2                                                                                        | 11月3日  | グローリークエスト                   | |                |
| 北川瞳のドライブデートしようよ                                                                                | 11月4日  | クリスタル映像                       | |                |
| 絶対に感じてはいけない病院24時間                                                                              | 11月5日  | ATOM                                 | 橘ひなた、琥珀うた、桜りお |                |
| メイド in prin                                                                                                | 11月7日  | みるきぃぷりん♪                      | |                |
| おっぱいサッカー なめしこイレブン                                                                             | 11月7日  | プレミアム                           | 姫村ナミ、来栖あさみ、大堀香奈、妃乃ひかり、愛あいり、青空小夏、松すみれ、宮崎由麻、上条めぐ、高岡愛美                                                                                       |                |
| 黒人巨大マラ VS 北川瞳                                                                                        | 11月10日 | グローバルメディアエンタテインメント | |                |
| イカセ4時間 北川瞳                                                                                            | 11月11日 | ケイ・エム・プロデュース             | |                |
| 舐めビッチ 制服ビッチのふしだら全身リップ                                                                     | 11月15日 | ワープエンタテインメント             | AIKA、三浦まい、前田優希、谷村早苗、大堀香奈、橘ひなた、つくし、春咲あずみ、西野まお | オムニバス作品 |
| 授乳手コキ10連射                                                                                              | 11月18日 | 映天                                 | 南レイ、星山里穂、小島優花、森野いづみ、辻井美穂、響まゆ、愛内ゆう、小出遥 | オムニバス作品 |
| 校内で有名な美人3姉妹とやっちゃった俺                                                                         | 11月19日 | アキノリ                             | 長谷川しずく、篠田ゆう |                |
| 犯された巨乳ギャル -オジサン達の逆襲レイプ-                                                                   | 11月19日 | kira☆kira                            | |                |
| 同級生宅に突然 おじゃましま～す!! Vol.3                                                                       | 11月22日 | プレステージ                         | |                |
| 東京FUNKY GALS EX 10                                                                                          | 11月25日 | ピエロ                               | |                |
| ヴァージンロード 02                                                                                           | 11月25日 | ONE DA FULL                          | |                |
| 数年ぶりに会った叔父さんに「昔みたいに、一緒にお風呂に入ろうよ」と成長した身体を平気で見せる美巨乳の姪っ子    | 12月1日  | グローリークエスト                   | |                |
| 黒ギャルJKパイパン生中出し                                                                                    | 12月1日  | ナマドル                             | |                |
| 働くお姉さんのタイトスカート尻コキ                                                                            | 12月1日  | Fetishist/妄想族                     | 有村千佳、葵まりあ、栗林里莉、美咲恋、絵色千佳、真木今日子、愛音麻友、羽田桃子、南乃彩花、涼宮ゆい、上条めぐ                                                                                 | オムニバス作品 |
| 巨乳サンタ 北川瞳 お貸しします。                                                                              | 12月2日  | クリスタル映像                       | |                |
| そそり起つ乳首と乳房がめり込む揉みをタップリ堪能4時間                                                         | 12月2日  | 映天                                 | 仁科百華、星山里穂、瀬戸みずほ、佐々木りな、松すみれ、恵けい、山田マリコ、鮎川まどか、葉山志穂                                                                                               | オムニバス作品 |
| 聖★触手学園 淫獣に奪われた巨乳女子校生の貞操                                                                  | 12月8日  | SODクリエイト                        | 仁科百華、横山みれい、東尾真子 |                |
| 「お兄ちゃん!また見てるの!?」 巨乳の妹がとてつもなくエロい件                                                  | 12月9日  | Mellow Moon                          | |                |
| Gカップ美爆乳北川瞳が特殊粘着伸縮ローション150リットルの中で快感イキっぱなしSEX!!                             | 12月19日 | エンペラー/妄想族                    | |                |
| いい形で爆巨乳限定!!揺れ乳&高速腰振り騎乗位で快楽SEXにおぼれる有名女優!!                                      | 12月19日 | エンペラー/妄想族                    | 河瀬リナ、あざみねね、愛原さえ | オムニバス作品 |
| Wギャル巨乳温泉                                                                                               | 12月19日 | kira☆kira                            | 椎名みくる |                |
| 極上美熟女と爆美乳娘が体力の限界までイキまくる!筋書き無しのぶち抜きノンストップファック5P乱交!!               | 12月19日 | エマニエル                           | 川上ゆう |                |
| 真正中出し大乱交EX 乱 淫 祭                                                                                   | 12月24日 | モブスターズ                         | あずみ恋、羽月希 |                |

| 2012年 | 2012年                        | 2012年                   | 2012年 | 2012年         |
| タイトル | 発売日                        | メーカー                 | 他出演 | 備考           |
| --- | ----------------------------- | ------------------------ | --- | -------------- |
| Wパイパンおま●こ | 1月1日                        | MOODYZ                   | つぼみ |                |
| 女剣豪レイプ 犯されたプライド 凌辱龍醒昇天 | 1月7日                        | アタッカーズ             | |                |
| 「女の口は嘘をつく。」 雌女ANTHOLOGY ＃101 | 1月7日                        | アウダースジャパン       | |                |
| 再婚相手の連れ子は超可愛い美人巨乳ギャル姉妹!!こんなクソババアをイヤイヤ嫁にした俺の狙いはもちろん巨乳!!生意気な義娘に性的なお仕置きをしたら恥ずかしそうにチ○ポを求めるようになった… | 1月7日                        | GARCON                   | 伊東美姫 |                |
| あいつらがレズっているのを見つけてこっそりオナニーしてたらバレてしまった…さてどうする? 2                                                                                             | 1月7日                        | アキノリ                 | 長谷川しずく、篠田ゆう、倉木みお、東尾真子、桐谷あや | オムニバス作品 |
| 学級委員長 生中出し | 1月13日                       | TMA                      | 涼宮ゆい、南乃彩花、羽田桃子、絵色千佳、栗林里莉 | オムニバス作品 |
| kira☆kira 5周年特別企画 BLACK GAL SPECIAL -黒ギャル美巨乳大乱交6時間スペシャル- | 1月19日                       | kira☆kira                | 成瀬心美、橘なお、ERIKA、長谷川聖那、すずきりりか、希咲エマ、あざみねね |                |
| 初レズ女子校生!憧れの美熟女教師が巨乳女子校生と密愛を繰り返す放課後レズレッスン | 1月19日                       | 極ロリCLUB/妄想族        | あざみねね、白鳥るり、杉原あゆ、川上ゆう、風間ゆみ |                |
| ヌルヌルローション透け水着 | 2月10日                       | TMA                      | 長谷川しずく、つぼみ、椎名ひかる | オムニバス作品 |
| 風間ゆみは都内私立学園の現役女子校生!!美巨乳女子校生の浜崎りお＆北川瞳が新入生・風間ゆみをイジメるSM調教潮吹き4P大乱交!!                                                             | 2月13日                       | セレブの友               | 風間ゆみ、浜崎りお |                |
| OPPAI仲居スペシャル 断れない接客中出し3時間 | 2月19日                       | OPPAI                    | 橘なお、成瀬心美、木下若菜 |                |
| ワレメ風呂 ～血縁●●禁断育成の記録～3 | 2月19日                       | 極ロリCLUB/妄想族        | 加藤なつみ、琥珀うた、早乙女らぶ | オムニバス作品 |
| 性器のフェラチオ 2 マンコより気持ちいい。6人の極上フェラ | 2月20日                       | レイディックス           | 春馬ゆな、星咲結花、飯田せいこ、都留矢セシル、野々宮ヒカル | オムニバス作品 |
| 純愛レズビアン ON LIVE 06 | 2月24日                       | ピエロ                   | 橘ひなた |                |
| 全国女子大生図鑑☆三重 ひとみちゃん | 2月25日                       | ビッグモーカル           | |                |
| 拘束路線バス 北川瞳 | 3月8日                        | ATOM                     | |                |
| 同級生にオモチャにされる夢の学校生活 5 | 3月9日                        | ケイ・エム・プロデュース | 栗林里莉、藤崎莉雨 |                |
| 巨乳人妻温泉 イヤシの宿6 | 3月11日                       | LEO                      | 大堀香奈、果山ゆら | オムニバス作品 |
| 哀楽快楽主義 ～責められ好きの貴方の為につくられた一本～ | 3月13日                       | セレブの友               | 笠木忍、倖田李梨、風間ゆみ、浜崎りお、川上ゆう、横山みれい、柏木エリカ |                |
| 世界一早漏男の連続射精SEX | 3月19日                       | ROOKIE                   | 管野しずか |                |
| オナコレ×パンスト×密室デート Vol.11 | 3月19日                       | アイ映像/妄想族          | |                |
| 露恥裏ミラクル爆乳娘W Hカップ浜崎りお&Gカップ北川瞳の美爆乳コンビが奇跡のコラボ!もう二度と見れない大自然露出潮吹き絶頂ファック!!                                                     | 3月19日                       | エンペラー/妄想族        | 浜崎りお |                |
| ヌクためだけに鑑賞されてるあなただけに見つめてイキまくる極上美爆乳娘!! | 3月19日                       | エンペラー/妄想族        | 浜崎りお、おかだ梨花 | オムニバス作品 |
| 断然バック派!極エロ美巨乳娘 自らお尻を突き出し全身全霊で快楽を貪るバック好き変態娘濃厚絶頂ファック!!                                                                                 | 3月19日                       | エンペラー/妄想族        | 浜崎りお、杉原あゆ、おかだ梨花 | オムニバス作品 |
| 浜崎りおDebut～1933日そして、引退 AV女優最後の日にプライベートまで密着 完全撮りおろし200分＋SOD出演作品100分                                                                         | 3月22日                       | SODクリエイト            | 浜崎りお | 浜崎りお引退作 |
| 超ギャルブチギレ手コキ!! ～お前らってキレられながら手コかれて興奮してるとか、マジ変態じゃん!!～                                                                                      | 4月4日                        | GARCON                   | 泉麻那、桜りお、片桐めい、橘なお、 宮下つばさ、おぐりみく、長谷川聖那、後藤リサ、清藤つばさ、遥美結、小沢優名、つばさ、哀川りん、上条めぐ、紗奈、木下若菜、仁科百華、瑠菜                                  | オムニバス作品 |
| ある日突然モテ男に変身!?オッパイだらけの夢のハーレム性活 | 4月13日(DVD) 4月27日(Blu-ray) | ケイ・エム・プロデュース | さとう遥希、つぼみ、愛原さえ |                |
| コスプレ11変化 3D | 4月15日                       | ネクストイレブン         | |                |
| kira☆kira BLACK GAL 黒ギャル青姦-CAR WASH GAL FUCK- | 4月19日                       | kira☆kira                | |                |
| お兄ちゃんを手を使わないでお口だけでイカせてあげる♪よだれまみれ美少女濃厚ノ～ハンドフェラ!!                                                                                          | 4月19日                       | エンペラー/妄想族        | 南あおい、芹奈ゆき、杉原あゆ、おかだ梨花、あざみねね、琥珀うた、加藤なつみ、大槻ひびき、綾見ひかる | オムニバス作品 |
| ザ・リアル映像 服従『中出し看護婦』 | 4月25日                       | サイドビー               | |                |
| 美尻の世界 | 4月30日                       | 実録出版                 | |                |
| S痴女が淫語で焦らし手コキ責め | 5月4日                        | 映天                     | 一ノ瀬ルカ、西本はるみ、鈴香音色、西野花梨、西井優香、高沢沙耶、持田美琴、菅野みいな、桜井はづき | オムニバス作品 |
| スク◆レズ3 ～先生と生徒の同棲性活～ バイセクシャル忍先生 家出SHO女瞳ちゃん | 5月4日                        | クリスタル映像           | 笠木忍 |                |
| kira☆kira BLACK GAL SPECIAL 黒ギャル巨乳☆青姦露出 VACANCES中出し乱交 | 5月19日                       | kira☆kira                | 浜崎りお、木下若菜 |                |
| 突然パンチラで挑発されてこっそりシゴいちゃった僕。 その6 | 5月25日                       | アロマ企画               | 宮坂レイア、加藤梓、杏子ゆう | オムニバス作品 |
| お兄ちゃんのためなら何でもしてあげる | 5月25日                       | 宇宙企画                 | 成瀬心美 |                |
| 日だけのスペシャルご奉仕 ファン中出し感謝祭 | 6月13日                       | マルクス兄弟             | |                |
| 私立泡姫商業 ソープ部女子校生2 | 6月13日                       | MOODYZ                   | 芹沢つむぎ、早瀬ありす、大森美玲 |                |
| スク水H 42 | 6月15日                       | クリスタル映像           | |                |
| マン筋くっきり卑猥な直穿きレギンスアクメ! 蒸れたオマ○コが淫らに肉棒を欲する挑発的後背位ファック!!                                                                                    | 6月19日                       | エンペラー/妄想族        | 浜崎りお、遥めぐみ、荒木ありさ | オムニバス作品 |
| 巨乳アニマレズ うさぴょんぴょんとねこにゃんにゃん | 6月19日                       | ゆり★ゆり                | 橘なお |                |
| 先生と私～純情レズビアン～ | 7月1日                        | U&K                      | 田中志乃 |                |
| Sadistic Lady 08 | 7月13日                       | U&K                      | |                |
| 夢の一夫多妻制 可愛い美少女たちとひとつ屋根の下 中出し、アナル、ごっくん三昧♪ | 7月13日                       | MOODYZ                   | つぼみ 北川瞳、篠めぐみ、みづなれい |                |
| 小悪魔JK 大胆パンチラコレクション DX | 7月13日                       | アロマ企画               | 桐原さとみ、ありさ、橘ひなた、藤原ひとみ、葵なつ | オムニバス作品 |
| ザーメンごっくん口姦監獄 02 | 7月20日                       | 桐谷雪菜                 | |                |
| M男パラダイス 31 巨乳痴女お姉さんの変態チ○ポとアナル狩り！！ | 7月25日                       | 未来・フューチャー       | |                |
| やらせて。 | 8月18日                       | ぼーぼー                 | |                |
| イイ女限定 寝起きチ○ポ騎乗位責め!! ドッキリ成功で気分良く騎乗り腰振るエロ痴女に騙まし撃ち生中出し!!                                                                                  | 8月19日                       | エマニエム               | 風間ゆみ、澤村レイコ、伊織涼子、琥珀うた | オムニバス作品 |
| 極上ギャルが心のこもったおもてなし!夢の超高級風俗フルコース!! 2 | 8月24日                       | ケイ・エム・プロデュース | 泉麻那、大槻ひびき、ひなた七海、藤北彩香 |                |
| エロ尻騎乗位で責めてあげる | 8月25日                       | アロマ企画               | |                |
| 小悪魔JKレズビアン | 9月1日                        | U&K                      | 共演:田中志乃 他出演:成瀬心美、愛内梨花、浅乃ハルミ、前田陽菜 | オムニバス作品 |
| 日本一のチ○ポを探して三千里 〜超人気巨乳チ○ポ狩人AV女優 全国一斉調査SP〜 | 9月6日                        | SODクリエイト            | 和希さやか、木下若菜 |                |
| 小悪魔マッサージで感じちゃった僕。その2 | 9月13日                       | アロマ企画               | 宮崎美冬、長谷川しずく、橘ひなた | オムニバス作   |
| 敏感乳首をお留守にしない超贅沢な騎乗位 | 9月13日                       | アロマ企画               | 宮崎美冬、橘ひなた、長谷川しずく | オムニバス作   |
| 女体化 輪姦学園 | 9月13日                       | ムーディーズ             | 羽月希、朝倉ことみ |                |
| 巨乳娘レンタル露出 街中で目立ちすぎる極上巨乳屋外一日デート全裸羞恥露出ガチオナ濃厚SEX                                                                                               | 9月19日                       | エンペラー/妄想族        | 杉原あゆ、荒木ありさ、琥珀うた、春日野結衣、小滝みい菜、大槻ひびき | オムニバス作   |
| スケイス6 | 9月19日                       | みるきぃぷりん♪          | 椎名ゆな 仁科百華 琥珀うた 北川瞳 西野まお 桐谷あや | オムニバス作   |
| Real X | 9月28日                       | INTEC Inc                | | イメージビデオ |
| 100発の精子飲む | 10月1日                       | アイデアポケット         | |                |
| 目の前に止まった車の助手席にいる、すまし顔した女の胸があまりにも大きくて… | 10月11日                      | プレステージ             | 桐谷ユリア、梅宮彩乃 | オムニバス作   |
| MOODYZファン感謝祭 うらバコバコバスツアー2012 補欠者救済?バコバス潜入捜査大作戦!! | 10月13日                      | ムーディーズ             | 泉麻那、真木今日子、琥珀うた、橘ひなた、藤原ひとみ、哀川りん、愛内希、芹沢つむぎ、上原亜衣、大島あいる、友田彩也香、波多野結衣、みなみ瀬奈、岩佐あゆみ、篠田ゆう、大森美玲、稲川なつめ、つぼみ、松下ひかり |                |
| kira☆kira SPECIAL HEAT ISLAND 〜極上巨乳BODY壮絶大乱交〜 | 10月19日                      | kira☆kira                | みなせ優夏、仁科百華、北川エリカ |                |
| ありがとう10周年!至れり尽くせり究極のKMP学園祭スペシャル!! | 10月26日                      | ケイ・エム・プロデュース | さとう遥希、桜りお、木下若菜、みづなれい、北川エリカ、倉木みお、仁科百華、有村千佳、栗林里莉 |                |
| スペルマ妖精 6 美女の精飲 | 11月2日                       | 映天                     | |                |
| 北川瞳ちゃん ほとんどハダカ!! 限界ギリギリおっぱい丸だし!?のハレンチ水着で混浴温泉にいる一般男性を逆ナンパしてイタズラしちゃうぞ♥                                                    | 11月22日                      | SODクリエイト            | |                |
| 巨乳すぎるおっぱいに誘惑される夢の部活動 | 11月23日                      | ケイ・エム・プロデュース | さとう遥希、木下若菜、椎名ひかる |                |
| COSTUME!! 褐色のハーフエルフ | 11月25日                      | CMP                      | |                |
| コレクターズエディション4時間 | 12月13日                      | マルクス兄弟             | | 総集編         |

| 2013年                       | 2013年  | 2013年             | 2013年   | 2013年 |
| タイトル                     | 発売日  | メーカー           | 他出演   | 備考   |
| ---------------------------- | ------- | ------------------ | -------- | ------ |
| G-カップボインお姉さん DX 3D | 1月20日 | NEXT GROUP         | 西野花梨 | DVD&BD |
| Best of 北川瞳               | 1月25日 | アウダースジャパン |          | 総集編 |

## 写真集
- insight（2012年5月25日、彩文館出版、撮影：斉木弘吉）ISBN 978-4775605189